# Роман о Роллоне

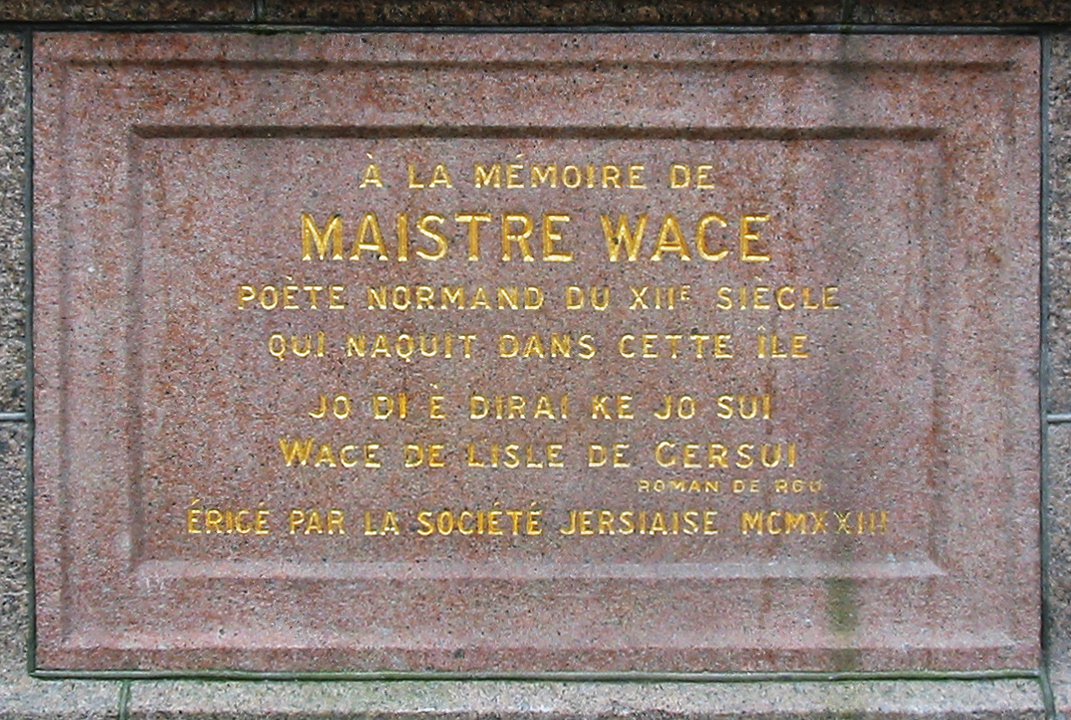
Как процитировано на этом памятнике в Сент-Хелиере, Вас информирует читателя «Романа о Роллоне», что он родился на Джерси

«Роман о Ру» (англо-норм. Roman de Rou), или «Роман о Роллоне», — рифмованная хроника Васа на нормандском языке, посвящённая истории герцогов Нормандии от времён Роллона до битвы при Теншебре в 1106 году. Это национальный эпос Нормандии.
После успеха своего «Романа о Бруте», в котором излагалась история бриттов, Васу было, по-видимому, заказано Генрихом II Английским написать похожую историю происхождения норманнов и завоевания ими Англии. Вас прекращает свой рассказ перед тем, как довести его до современности, говоря читателю в заключительных строках части III, что король доверил ту же задачу «мастеру Beneeit» (считается, что это Бенуа де Сент-Мор).
Произведение было начато в 1160 году, и, по-видимому, Вас внёс последние правки в середине 1170-х.

## Композиция
Произведение состоит из:
- 315-строчное перечисление герцогов в обратном хронологическом порядке, известном как Chronique Ascendante. Это, как полагают некоторые ученые, является не оригинальной частью «Роллона», а отдельной работой Васа.
- 4425-строчный фрагмент александрийским стихом, известный как часть II.
- 11440-строчный раздел восьмисложником, известный как часть III

750-строчный фрагмент, известный как Le Romaunz de Rou et des dus de Normendie, добавляемый в некоторых изданиях, видимо, является ранним наброском, заброшенным и позже переработанным в окончательную редакцию.